# Liste der Baudenkmäler in Pollenfeld

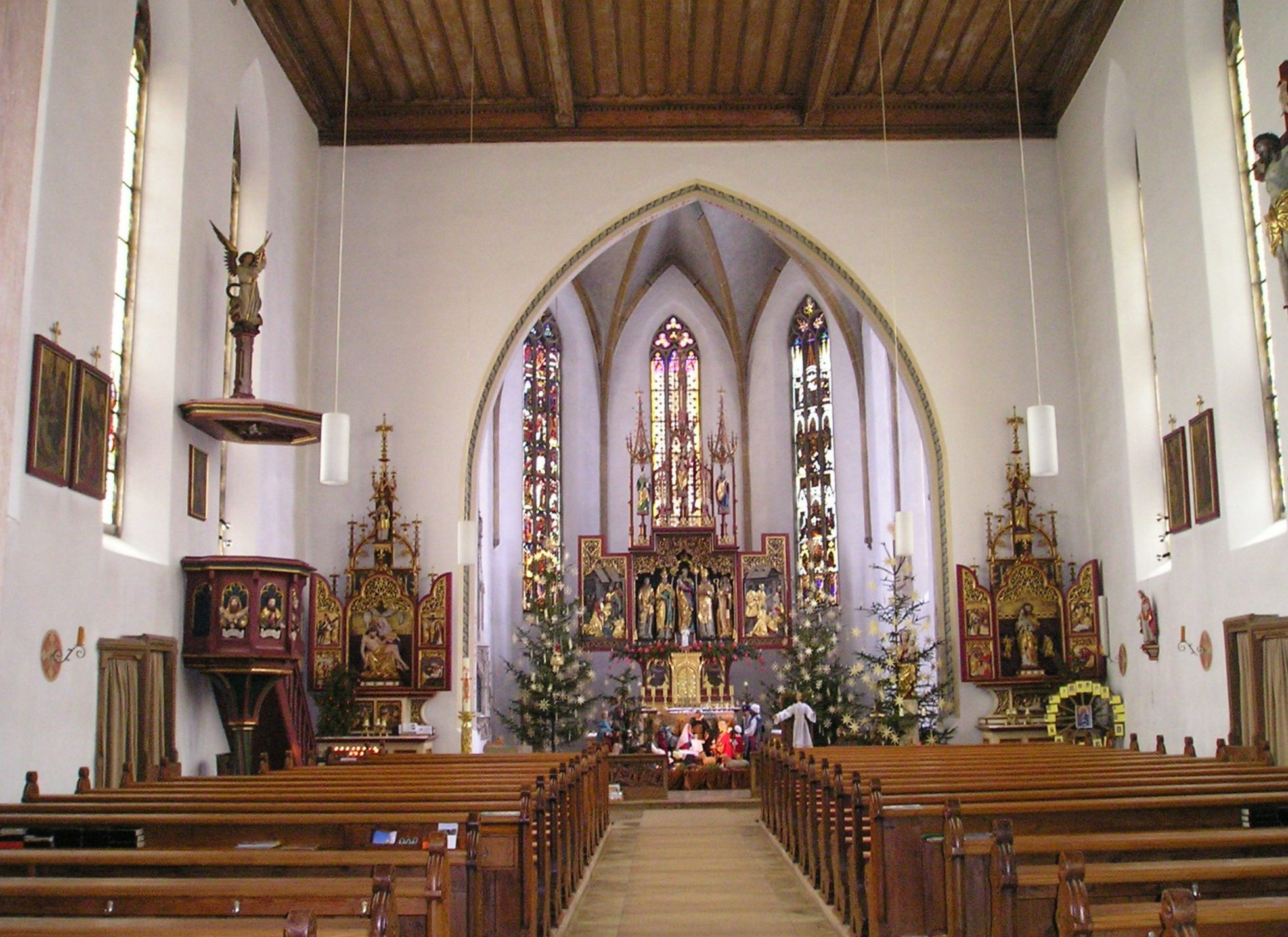
Innenraum von St. Sixtus in Pollenfeld

Auf dieser Seite sind die Baudenkmäler in der oberbayerischen Gemeinde Pollenfeld zusammengestellt. Diese Tabelle ist eine Teilliste der Liste der Baudenkmäler in Bayern. Grundlage ist die Bayerische Denkmalliste, die auf Basis des Bayerischen Denkmalschutzgesetzes vom 1. Oktober 1973 erstmals erstellt wurde und seither durch das Bayerische Landesamt für Denkmalpflege geführt wird. Die folgenden Angaben ersetzen nicht die rechtsverbindliche Auskunft der Denkmalschutzbehörde.

## Baudenkmäler nach Gemeindeteilen

### Pollenfeld
| Lage                                    | Objekt                                                  | Beschreibung | Akten-Nr.     | Bild           |
| --------------------------------------- | ------------------------------------------------------- | --- | ------------- | -------------- |
| Hauptstraße 14 (Standort)               | Bauernhaus                                              | Stattliches, zweieinhalbgeschossiger Flachsatteldachbau, zweites Viertel 19. Jahrhundert. | D-1-76-155-36 | BW             |
| Kirchstraße 3; Kirchstraße 5 (Standort) | Pfarrkirche St. Sixtus                                  | Saalkirche mit Steildach, stattlicher spätgotischer Chor und Turm um 1420, flachgedecktes neugotisches Langhaus 1911/12 auf zum Teil älterer Grundlage; mit Ausstattung; Friedhof mit hoher Ummauerung; Grabdenkmäler Stuis und Braun. | D-1-76-155-1  | weitere Bilder |
| Kirchstraße 11 (Standort)               | Fachwerkstadel mit Kalkplattendach und zwei alten Toren | Erste Hälfte 19. Jahrhundert. | D-1-76-155-3  | BW             |
| Kirchstraße 15 (Standort)               | Kleinhaus                                               | Erdgeschossiger Flachsatteldachbau mit Kalkplatten, zweite Hälfte 18. Jahrhundert. | D-1-76-155-4  | BW             |

### Götzelshard
| Lage                     | Objekt             | Beschreibung                                              | Akten-Nr.    | Bild           |
| ------------------------ | ------------------ | --------------------------------------------------------- | ------------ | -------------- |
| Götzelshard 1 (Standort) | Kapelle Maria Hilf | Kleiner rechteckiger Steildachbau, 1922; mit Ausstattung. | D-1-76-155-7 | weitere Bilder |

### Preith
| Lage                                                                                | Objekt                  | Beschreibung | Akten-Nr.     | Bild           |
| ----------------------------------------------------------------------------------- | ----------------------- | --- | ------------- | -------------- |
| Römerstraße 35 (Standort)                                                           | Pfarrkirche St. Brigida | Mittelalterliche Chorturmanlage, Saalkirche mit Steildach, Langhaus barock verändert um 1728, 1935 erweitert, Turmuntergeschoss mittelalterlich, Obergeschoss barock; mit Ausstattung; Friedhofsbefestigung, Ringmauer mit Torturm, zweigeschossiger Satteldachbau, spätmittelalterlich; neobarocker Grabstein Beck sowie zahlreiche Grabsteine des 18. und 19. Jahrhunderts im Friedhof. | D-1-76-155-8  | weitere Bilder |
| Römerstraße 38 (Standort)                                                           | Bauernhaus              | Stattlicher zweigeschossiger Flachsatteldachbau mit Aufzugsgiebel, Putzgliederungen, originaler Haustür und Fenstern mit Gittern, bezeichnet mit dem Jahr 1898. | D-1-76-155-9  | BW             |
| Römerstraße 40 (Standort)                                                           | Stadel                  | Massiver Flachsatteldachbau mit Giebeltor und Pforte, Kalkplattendach, 18. Jahrhundert. | D-1-76-155-10 | BW             |
| Römerstraße 45 (Standort)                                                           | Stadel                  | Flachsatteldachbau mit Kalkplatten, zum Teil mit Fachwerk, Mitte 19. Jahrhundert. | D-1-76-155-11 | BW             |
| Zwischen Sallacher Straße und Birkenlohweg, an der Straße nach Eichstätt (Standort) | Wegkapelle              | Kleiner barocker Satteldachbau mit Schweifgiebel, 18. Jahrhundert; mit Ausstattung. | D-1-76-155-12 | BW             |
| Zwischen Sallacher Straße und Birkenlohweg, südlich der Kapelle (Standort)          | Kreuzstein              | Kreuzrelief auf Kalksteinplatte, wohl 17. Jahrhundert; im Boden eingegraben. | D-1-76-155-13 | BW             |
| Wiesenhang, an der Straße nach Titting (Standort)                                   | Gedenkstein             | Steinpfeiler auf Sockel, zur Erinnerung an den Verlauf der Römerstraße, bezeichnet mit dem Jahr 1859. | D-1-76-155-15 | weitere Bilder |

### Seuversholz
| Lage | Objekt                                | Beschreibung | Akten-Nr.     | Bild           |
| --- | ------------------------------------- | --- | ------------- | -------------- |
| Auweg; Brunnenweg; Dorfgarten; Dorfstraße; Kapellenstraße; Ziegelweg, neben der Kapelle St. Marien (Standort) | Bildstock                             | Steinpfeiler mit tabernakelförmigem Abschluss, mit Relief und Inschrift, bezeichnet mit dem Jahr 1602.                                                                                             | D-1-76-155-18 | weitere Bilder |
| Dorfstraße 2 (Standort)                                                                                       | Ehemaliges Gasthaus                   | Langgestreckter zweigeschossiger Flachsatteldachbau mit Stichbogenfenstern, erbaut 1864. | D-1-76-155-43 | weitere Bilder |
| Dorfstraße 12 (Standort)                                                                                      | Katholische Filialkirche St. Nikolaus | Saalkirche mit Steildach, Turm auf mittelalterlicher Grundlage, spätbarocker Chorturm von Jakob Engel und Langhaus von Max Breitenhuber, 1974; mit historischer Ausstattung.                       | D-1-76-155-16 | weitere Bilder |
| Nähe Kapellenstraße, am westlichen Ortsausgang (Standort)                                                     | Kapelle St. Marien                    | Kleiner Saalbau mit Steildach und Dachreiter, 1848, vergrößert 1872; mit Ausstattung. | D-1-76-155-17 | weitere Bilder |
| Martersäuläcker, an der Straße nach Petersbuch (Standort)                                                     | Bildstock                             | Säulenschaft mit großem Bildtabernakelaufsatz, mit Satteldach, gemauert, 19. Jahrhundert, Bilder in den Nischen aus jüngerer Zeit.                                                                 | D-1-76-155-20 | weitere Bilder |
| Osterstraße 12 (Standort)                                                                                     | Kleinhaus                             | Eingeschossiger, giebelständiger Flachsatteldachbau mit Kniestock und Kalkplattendeckung, im Kern Fachwerkbau um 1600, Stubenwände im Erdgeschoss später vorgemauert, im 19. Jahrhundert umgebaut. | D-1-76-155-46 | BW             |
| An der Pollenfelder Straße (Standort)                                                                         | Bildstock                             | Rustizierter Steinpfeiler mit Bildtabernakel und Helmdach, modern bezeichnet mit dem Jahr 1588, stark erneuert.                                                                                    | D-1-76-155-19 | BW             |

### Sornhüll
| Lage                                                             | Objekt                                  | Beschreibung | Akten-Nr.     | Bild           |
| ---------------------------------------------------------------- | --------------------------------------- | --- | ------------- | -------------- |
| Margaretenstraße 12 (Standort)                                   | Ehemaliges Schulhaus                    | zweigeschossiges Gebäude über hohem Sockelgeschoss, mit flachem Satteldach, in Formen der Jurabauweise, bez. 1929                | D-1-76-155-47 | BW             |
| Margaretenstraße 16 (Standort)                                   | Bauernhaus                              | Langgestreckter zweigeschossiger Traufseitbau mit Satteldach, Obergeschoss mit Fachwerk, verputzt, erste Hälfte 19. Jahrhundert. | D-1-76-155-22 | BW             |
| Margaretenstraße 36 (Standort)                                   | Katholische Filialkirche St. Margaretha | Saalbau mit Walmdach, neugebaut 1765, Chor auf älterer Grundlage; mit Ausstattung.                                               | D-1-76-155-21 | weitere Bilder |
| Nähe Margaretenstraße, an der Straße nach Götzelshard (Standort) | Kapelle                                 | Mit Figurennische, 19. Jahrhundert.                                                                                              | D-1-76-155-23 | BW             |
| Nördlich am Waldrand ()                                          | Grenzstein                              | 18. Jahrhundert. Nicht nachqualifiziert, im Bayerischen Denkmal-Atlas nicht kartiert.                                            | D-1-76-155-24 |                |
| Südwestlich am Waldrand ()                                       | Grenzstein                              | 18. Jahrhundert. Nicht nachqualifiziert, im Bayerischen Denkmal-Atlas nicht kartiert.                                            | D-1-76-155-25 |                |

### Wachenzell
| Lage                                                                              | Objekt                                          | Beschreibung | Akten-Nr.     | Bild           |
| --------------------------------------------------------------------------------- | ----------------------------------------------- | --- | ------------- | -------------- |
| Nähe Am Steinbruch, am nördlichen Ortsende (Standort)                             | Kapelle                                         | Kleiner rechteckiger Satteldachbau, mit vorkragendem Dach auf Säulen, 1921; mit Ausstattung. | D-1-76-155-27 | BW             |
| Jurastraße 22 (Standort)                                                          | Pfarrhof                                        | Stattlicher zweigeschossiger Flachsatteldachbau, mit Kniestock und ehemals Kalkplatten, 1724; mit Hofmauer. | D-1-76-155-28 | BW             |
| Jurastraße 26 (Standort)                                                          | Katholische Pfarrkirche St. Johannes der Täufer | Saalkirche mit Steildach, Chor und Langhaus neu erbaut 1765, erweitert 1923, Turmuntergeschoss romanisch, 12./13. Jahrhundert, Obergeschoss, frühes 17. Jahrhundert, erneuert 1965; mit Ausstattung; Friedhofsummauerung mit zwei Toren; Grabstein Seitz, vor 1919.                        | D-1-76-155-26 | weitere Bilder |
| Jurastraße 42 (Standort)                                                          | Gutshof                                         | Wohn- und Wirtschaftsgebäude parallel zueinander stehend, an der Westseite durch Hoftor miteinander verbunden; Wohnhaus, zweigeschossiger Flachsatteldachbau über kräftiger Hohlkehle, Putzbandgliederung und Segmentbogenfenster, 1865, Wirtschaftsgebäude, gleichartig und gleichzeitig. | D-1-76-155-29 | BW             |
| Nähe Lindenweg, an der Straße nach Pollenfeld, im Ort (Standort)                  | Bildstock                                       | Kalksteinpfeiler mit tabernakelförmigem Aufsatz und kuppelartigem Abschluss, mit Reliefs, bezeichnet mit dem Jahr 1622. | D-1-76-155-30 | weitere Bilder |
| Nähe Lindenweg, an der Straße nach Pollenfeld, im Ort (Standort)                  | Kreuzstein                                      | Mittelalterlich. | D-1-76-155-31 | weitere Bilder |
| Nähe Lindenweg, an der Straße nach Pollenfeld, gegenüber dem Bildstock (Standort) | Wegkreuz                                        | Steinernes Kruzifix auf Steinpostament, bezeichnet mit dem Jahr 1885. | D-1-76-155-32 | BW             |
| Am Weg nach Erkertshofen ()                                                       | Gedenkstein                                     | Kalkpfeiler, 1838. Nicht nachqualifiziert, im Bayerischen Denkmal-Atlas nicht kartiert. | D-1-76-155-33 |                |

### Weigersdorf
| Lage                            | Objekt                               | Beschreibung | Akten-Nr.     | Bild           |
| ------------------------------- | ------------------------------------ | --- | ------------- | -------------- |
| Andreasweg 3 (Standort)         | Katholische Filialkirche St. Andreas | Saalkirche mit Walmdach, neu erbaut von Giovanni Domenico Barbieri 1745, Turmuntergeschoss mittelalterlich, Turmobergeschoss 1834; mit Ausstattung. | D-1-76-155-34 | weitere Bilder |
| Andreasweg 4 (Standort)         | Wohnstallhaus                        | Jurahaus, traufständiger, zweigeschossiger Satteldachbau mit Kalkplatten, Obergeschoss mit Fachwerk, firstgeteilt, 18./19. Jahrhundert.             | D-1-76-155-44 | weitere Bilder |
| An der Straße nach Winterhof () | Bildstock                            | Mit Madonnenrelief und schmiedeeisernem Kreuz, 17./18. Jahrhundert. Nicht nachqualifiziert, im Bayerischen Denkmal-Atlas nicht kartiert.            | D-1-76-155-42 |                |

### Wörmersdorf
| Lage                      | Objekt                              | Beschreibung | Akten-Nr.     | Bild           |
| ------------------------- | ----------------------------------- | --- | ------------- | -------------- |
| Hauptstraße 32 (Standort) | Kleiner Fachwerkstadel              | Flachsatteldachbau, ehemals mit Kalkplattendach, Ausmauerung in Bruchstein zum Teil unverputzt, zweite Hälfte 18. Jahrhundert.          | D-1-76-155-38 | BW             |
| Hauptstraße 46 (Standort) | Katholische Filialkirche St. Martin | Saalkirche mit Steildach, vor 1355 erbaut, Anlage des späten 16. Jahrhunderts/frühen 17. Jahrhunderts, 1692 verändert; mit Ausstattung. | D-1-76-155-35 | weitere Bilder |

### Ziegelhütte
| Lage                                                | Objekt                   | Beschreibung | Akten-Nr.     | Bild |
| --------------------------------------------------- | ------------------------ | --- | ------------- | ---- |
| Heiligenkreuzer Steig (Standort)                    | Hofkapelle               | Kleiner rechteckiger Satteldachbau mit Vorhalle und Glockenstuhl, Neubau, erste Hälfte 20. Jahrhundert; mit historischer Ausstattung. | D-1-76-155-40 | BW   |
| Heiligenkreuzer Steig, neben der Kapelle (Standort) | Wegkreuz                 | Steinpfeiler auf Postament, mit vergoldetem Corpus, Ende 19. Jahrhundert.                                                             | D-1-76-155-41 | BW   |
| Ziegelhütte 1; Ziegelhütte 3 (Standort)             | Kleines Werkstattgebäude | Erdgeschossig, Flachsatteldachbau, mit Fachwerkoberteil und Kalkplattendach, 18. Jahrhundert, südlich angeschlossener Anbau.          | D-1-76-155-39 | BW   |